# Toi, moi, les autres
Pour plus de détails, voir Fiche technique et Distribution.
Toi, moi, les autres est un film musical français réalisé par Audrey Estrougo, sorti en 2011.

## Synopsis
Gab a une vie rangée : une fiancée, un mariage en préparation, une famille aisée. Leïla ne s’autorise pas à vivre la sienne : des études de droit, un petit frère turbulent, une maman partie trop tôt… Alors lorsque Gab renverse le petit frère de Leïla, c’est le choc des mondes et le début d’une grande histoire d’amour qui va se heurter violemment à la réalité.
Tina, la plus proche confidente de Leïla est sans papiers, sous la menace d’une reconduite à la frontière et se fait arrêter. Alors que le monde de Leïla s’effondre, Gab est prêt à tout pour elle, même à s’opposer à son père, préfet de police.
Et qui a dit que rien n’était impossible tant qu’on a de l’amour ?…

## Fiche technique
- Titre : Toi, moi et les autres
- Réalisation : Audrey Estrougo
- Scénario : Audrey Estrougo, Juliette Sales et Aline Mehouel
- Photographie : Guillaume Schiffman
- Son : Cyril Moisson
- Musique : Baptiste Charvet
- Chorégraphie : Gladys Gambie
- Décors : Bertrand Seitz
- Costumes : Emmanuelle Youchnovski
- Montage : Sophie Reine
- Production : Olivier Delbosc et Marc Missonnier
- Société de production : Fidélité, en association avec Cinémage 4
- Genre : comédie musicale
- Durée : 90 minutes
- Dates de sortie :
  -  France : 23 février 2011

## Distribution
- Leïla Bekhti : Leïla
- Benjamin Siksou : Gabriel
- Cécile Cassel : Alexandra
- Chantal Lauby : Valérie
- Marie-Sohn Condé: Tina
- Nicolas Briançon : Brice
- Djanis Bouzyani : Momo
- Martine Gomis : Kaïna
- Emir Seghir : Agib
- Renaud Astegiani : Angelo
- Selim Clayssen : Souleiman
- Math Samba : Fidèle
- Gladys Gambie : Glawdys
- Abel Jafri : Abdellatif
- Cheïna Correa Lafaure : Sally
- Zohra Benali : Zhora
- Oumar Diaw : Oumar
- Sara Martins : Serena
- Léticia Belliccini : Aurélia
- Jérémie Elkaïm : Clément

## Bande-son
Sauf indication contraire ou complémentaire, les informations mentionnées dans cette section proviennent du générique de fin de l'œuvre audiovisuelle présentée ici.
La comédie musicale reprend plusieurs succès de la chanson française, réinterprétées par les comédiens eux-mêmes :
- Pour un flirt avec toi de Michel Delpech
- Le temps de l'amour de Jacques Dutronc
- Tout le monde de Zazie
- La bonne étoile de -M-
- Et si tu n'existais pas de Joe Dassin
- Un autre monde de Téléphone
- Laisse pas traîner ton fils de NTM
- J'attendrai de Claude François
- Sauver l'amour de Daniel Balavoine
- Quand on n'a que l'amour de Jacques Brel

Au générique est joué une chanson composée pour le film, Avec mes armes de Gladys Gambie.

## Thématiques
Le film aborde un sujet de société et se veut être une critique de la politique migratoire de Nicolas Sarkozy, d'où les références à la citation controversée de Brice Hortefeux, aux plans montrant l'église Saint-Bernard, le choix des chansons, humanistes et pour certaines  (Tout le monde) clairement engagées contre l'extrême-droite et l'utilisation d'images d'archives sur des mobilisations contre l'expulsion de sans-papiers,.

## Distinction
- Festival du film de La Réunion 2010 : prix d'interprétation masculine pour Benjamin Siksou[3]